# 史嘉蕾 (貓)
史嘉蕾（英語：Scarlett，1995年6月－2008年10月11日）是來自美國紐約市布魯克林的一隻雌性貓咪，因從火災中救出牠的小貓而知名。

## 生平
史嘉蕾有5隻小貓。1996年3月30日，牠和小貓們在布魯克林一個廢棄的車庫裡休息時，車庫由於不明原因而失火，紐約市消防局聞訊後立即派員到場撲滅火勢，過程中史嘉蕾先後從大火中往返五次，一隻隻把5隻小貓全部救出，因此牠全身嚴重燒傷，失去視力。經三個月治療後，除最小的小貓死去外，史嘉蕾與四隻小貓都倖存下來，史嘉蕾的視力得以恢復，但留下了心雜音的後遺症。
史嘉蕾救護小貓的英勇事蹟曝光後獲全球媒體廣泛關注，獸醫院收到了多達7000封申請領養史嘉蕾的信。最終史嘉蕾被凱倫（Karen Wellen）收養，而四隻小貓則被分成兩對，皆由長島居民收養。凱倫表示她自己也曾有車禍受傷以及失去貓的經驗，所以對史嘉蕾的事蹟特別有感觸。
隨著幾本關於史嘉蕾的傳記書籍陸續出版，使牠知名於國際，但凱倫仍保持低調，很少讓史嘉蕾公開露面，她認為應當要讓史嘉蕾過上平靜的生活。
晚年史嘉蕾患有心雜音、腎功能衰竭、淋巴瘤等多種疾病，牠於2008年10月11日病逝，終年13歲。

## 紀念
美國北岸動物聯盟以史嘉蕾的名字創立了「動物英雄史嘉蕾獎」，這個獎專門頒給那些在事故中救下同類或人類的動物。

## 延伸閱讀
- Driscoll, Laura. . illus. DyAnne DiSalvo-Ryan. New York: Grosset & Dunlap. 1997. ISBN 0-448-41720-0.
- Martin, Jane; J. C. Suarès. . New York: Simon & Schuster. 1997. ISBN 0-684-84288-2.
- Spinelli, Eileen. . Marshall Cavendish. 2011. ISBN 0761452230.
- Weinstein, Emily Eve. . Huntington, W.V.: Beau Soleil. 2002. ISBN 0-9666085-8-5.

## 外部連結
- 史嘉蕾的Facebook專頁（英文）